# Peter Strunk
Peter Strunk (* 24. Dezember 1929 in Wuppertal-Barmen; † 31. August 2020 in Au (Breisgau)) war ein deutscher Psychiater, Psychotherapeut und Hochschullehrer.

## Leben
Strunk wurde als Sohn des Kaufmanns Werner Strunk und dessen Ehefrau Gertrud, geb. Ganzer, geboren. Während des Zweiten Weltkrieges wurde er in den Jahren 1943 bis 1945 mit seiner Schulklasse nach Weimar evakuiert. Nach dem Krieg verbrachte er die Jahre 1946–47 in Stockholm. Sein Abitur legte er 1950 in Wuppertal ab. Im Anschluss studierte er in Bonn, Innsbruck und Freiburg Medizin. 1955 legte er in Freiburg das Staatsexamen ab; im gleichen Jahr erfolgte die Promotion zum Dr. med. Seine Pflichtassistentenzeit absolvierte Strunk an der Psychiatrischen und Nervenklinik der Universität Freiburg bei Hanns Ruffin, den er als sein Vorbild ansah. Nach Abschluss der Ausbildung in der Neurologie und Psychiatrie leitete Strunk ab 1964 die kinder- und jugendpsychiatrische Abteilung der Klinik. Im Jahr 1966 habilitierte er sich für Neuropsychiatrie des Kindes- und Jugendalters. 1967 wechselte Strunk nach Marburg und war dort bis zum Jahr 1971 Oberarzt an der Klinik für Kinder- und Jugendpsychiatrie. Während der Zeit in Marburg absolvierte Strunk bei Horst-Eberhard Richter an der Universität Gießen eine psychoanalytische Ausbildung im Rahmen der Deutschen Psychoanalytischen Vereinigung. Strunk war an der Einrichtung einer psychotherapeutischen Sprechstunde für Studenten an der Universität Marburg beteiligt, was zur damaligen Zeit eine Neuheit darstellte. 1971 wurde Strunk erst Abteilungsvorsteher und später ärztlicher Direktor der Abteilung für Kinder- und Jugendpsychiatrie an der Universität Freiburg. Zur gleichen Zeit übernahm er einen Lehrauftrag an der Pädagogischen Hochschule Freiburg. 1978 wurde Strunk ordentlicher Professor an der Universität Freiburg und 1995 pensioniert.
Strunk war mit seiner Frau Gisela († 2018) seit 1956 verheiratet, der Ehe entstammen zwei Söhne. Er war langjähriges Vorstandsmitglied sowie auch Vorsitzender und Ehrenmitglied der Deutschen Gesellschaft für Kinder- und Jugendpsychiatrie. Er war Mitautor des ersten umfassenden kinder- und jugendpsychiatrischen Lehrbuchs und Mitherausgeber der Zeitschrift für Kinder- und Jugendpsychiatrie. Zudem wirkte er als Sachverständiger in jugend- und familienrechtlichen Angelegenheiten. 

## Schriften (Auswahl)
- Christian Eggers, Reinhart Lempp, Gerhardt Nissen, Peter Strunk: Lehrbuch der allgemeinen und speziellen Kinder- und Jugendpsychiatrie. 7. Auflage. Springer-Verlag, Heidelberg/Tokyo/New York 1994, ISBN 3-642-16579-6.